# Ambohimilanja (Manandriana)
Pour les articles homonymes, voir Ambohimilanja.
Ambohimilanja est une commune urbaine malgache située dans la partie centre-est de la région d'Amoron'i Mania.